# Edda Fagni
Edda Fagni (Livorno, 28 marzo 1927 – Livorno, 28 agosto 1996) è stata una politica e sindacalista italiana.

## Biografia
Laureata in Pedagogia, ne è stata anche docente universitaria alla facoltà di Magistero di Firenze. È stata attivista sindacale della CGIL scuola e si è iscritta al Partito Comunista Italiano nel 1972. È stata assessore al Comune di Livorno per il PCI dal 1975 al 1980, prima alla cultura poi alla pubblica istruzione.

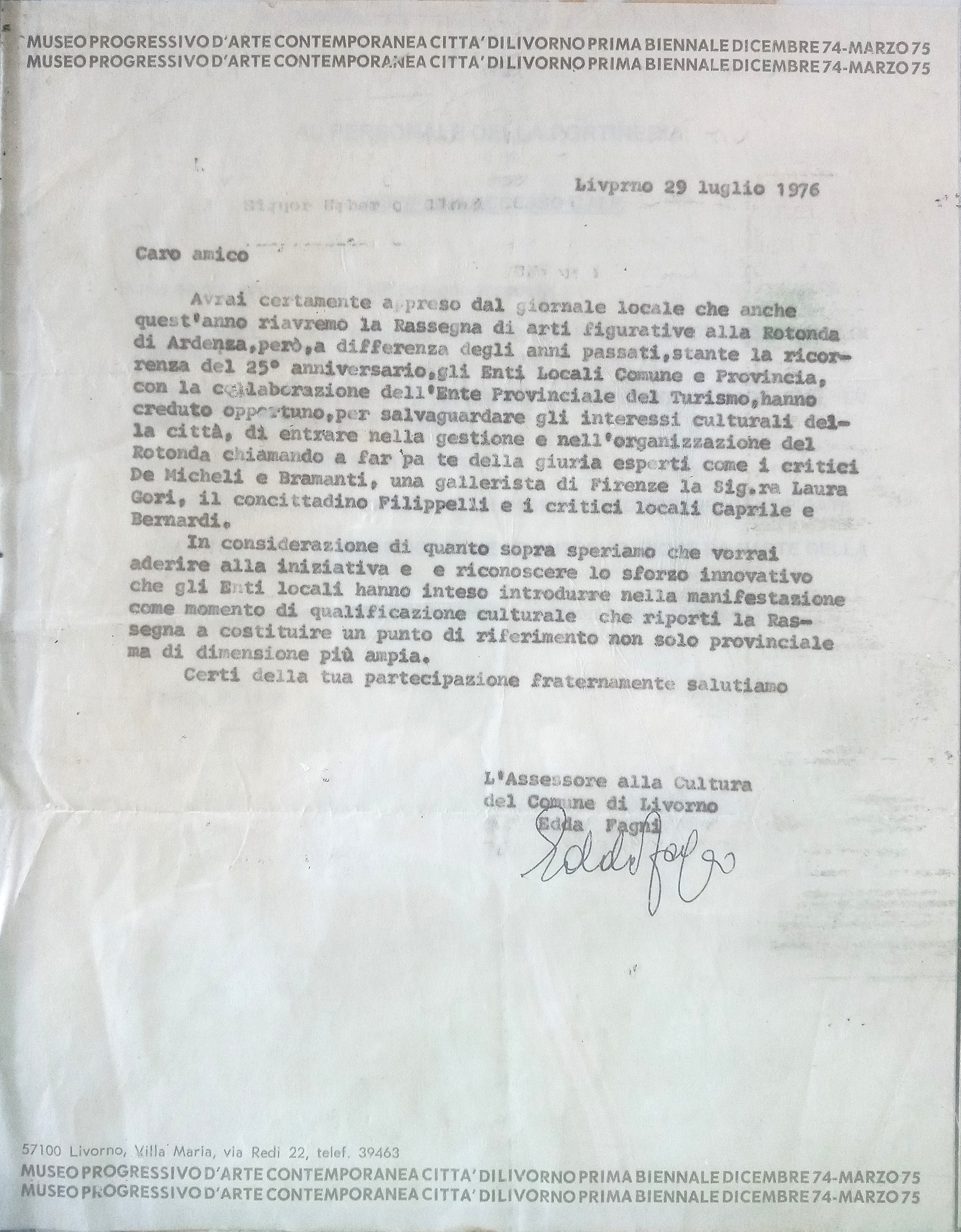
L'invito nel 1976 ad Umberto Allori a partecipare alla Rassegna Rotonda d'Ardenza dell'assessore del comune di Livorno Edda Fagni nel 1976

Alle elezioni regionali del 1980 è stata eletta in Consiglio Regionale della Toscana nella circoscrizione di Livorno nella lista del PCI, con 5.282 preferenze. Si è dimessa da Consigliera regionale nel maggio 1983, per candidarsi alle successive Elezioni politiche al termine delle quali fu eletta deputata.
È stata rieletta alla Camera anche alle elezioni del 1987.
Allo scioglimento del PCI sceglie di aderire a Rifondazione Comunista, di cui è fra i fondatori in Toscana; con il PRC viene eletta al Senato nel 1992 e nel 1994. Nel 1995 è candidata a Sindaco di Livorno per Rifondazione Comunista, ottenendo il 16,68% dei consensi.
Morì nel 1996 all'età di 69 anni.